# 国民议会 (几内亚)
国民议会（法語：Assemblée nationale）是几内亚的国家立法机关。国民议会实行一院制，由114名议员组成。宪法规定，议员由直接普选产生，每届任期5年，可连选连任。
在2020年議會選舉，幾內亞人民聯盟取得79席。